# 2016年布鲁塞尔连环爆炸案
2016年布鲁塞尔连环爆炸案是指2016年3月22日在比利时首都布鲁塞尔及周边地区发生的连环爆炸恐怖袭击事件，伊斯蘭國在事發後宣布對此事負責。
当日8:00在布鲁塞尔机场发生两次爆炸，随后9:11在欧盟多个部门总部附近的马尔河地铁站发生了第三次爆炸袭击，共造成32名受害者死亡，此外3名自殺炸彈客亦在爆炸中死亡，至少340人受傷。这次连环爆炸案是比利时历史上最严重的恐怖袭击。政府隨後宣布哀悼三天。

## 背景
比利时积极参与了对伊斯兰国的多国联合军事干预，该国人口中亦有大量人员成为伊斯兰国的外国武装分子。截至2015年1月估计有440人逃往叙利亚和伊拉克，占国家总人口的比例是在西欧诸国中最高的。比利时也因此被称为“圣战分子意识形态的温床”和“圣战分子招募中心”。
事发前的数起伊斯兰恐怖袭击事件都发源于比利时，该国亦多次发起反恐行动。2014年5月，一名跟叙利亚内战有关联的枪手袭击了布鲁塞尔比利时犹太博物馆，造成四人死亡。2015年1月，比利时发起反恐行动，端掉一个策划在布鲁塞尔和扎芬特姆制造第二起查理周刊总部枪击案的团伙。2015年8月，一名可疑的恐怖分子登上一辆从阿姆斯特丹途径布鲁塞尔前往巴黎的大力士高速列车上意图发动袭击，最后被乘客制服。
近年来，布鲁塞尔首都大区的圣扬斯-莫伦贝克逐渐成为圣战主义者和极端主义者聚居的地区，被称作“欧洲的圣战中心”。2015年11月巴黎袭击事件的参与者就以此为大本营，该市也曾全城封锁五天，以方便警察搜寻犯罪嫌疑人。2016年3月18日，巴黎袭击案的共犯萨拉赫·阿卜杜勒-萨拉姆在反恐行动中被抓获，该次行动击毙了另一名嫌犯，另有两人受伤。至少有一名嫌犯仍在逃。比利时调查人员认为，这一爆炸案可能是伊斯兰国对阿卜杜勒-萨拉姆被捕一事的报复行动。比利时内政部长扬·让邦在案发后表示当局在事前已经预想到可能会有更多袭击发生，但远远低估了袭击的规模。

## 经过

### 布鲁塞尔机场
3月22日早上8时，比利时布鲁塞尔机场发生间隔37秒的两次爆炸，爆炸都发生在国际出发大厅的值机区域。兩次爆炸还導致11人死亡。爆炸还造成主航站楼窗户破碎，航站楼内部也有严重损坏。比利时官方证实称爆炸为自杀性袭击。此外还有报道称爆炸前机场内有枪声和阿拉伯语的喊叫声。警方之后在袭击者尸体旁发现了一把AK-47突击步枪，还在机场附近发现了一枚未爆炸的炸弹，其威力强于已爆炸的两枚。随后专业人员通过可控爆炸排除了炸弹。

### 馬爾河地铁站
在布鲁塞尔机场爆炸发生之后，位于布鲁塞尔欧盟总部附近的马尔河地铁站在9:11左右发生了第三次爆炸。爆炸时列车正在驶离站台，炸弹位于三节车厢中的中间一节，当时尚未完全驶离站台范围。爆炸发生后，驾驶员立刻停车并疏散了前后两节车厢的乘客。布鲁塞尔地铁运营部门确认地铁站的这次爆炸已造成20人死亡。

## 受害人
| 比利时 *                                   | 17 |
| 美国 *                                     | 4  |
| 荷蘭 *                                     | 3  |
| 瑞典                                       | 2  |
| 中國                                       | 1  |
| 法國                                       | 1  |
| 德国                                       | 1  |
| 印度                                       | 1  |
| 摩洛哥                                     | 1  |
| 秘魯                                       | 1  |
| 瑞士 *                                     | 1  |
| 英国                                       | 1  |
| 总数*                                      | 32 |
| * 有遇难者持多重国籍。统计数据可能不完整。 |    |

3名自殺炸彈客引發的三次爆炸共造成32名平民遇難，其中四人是在院中死亡，至少340人受伤，其中61人情况危急。这是比利时历史上伤亡最惨重的一次恐怖袭击。伤亡人员中预计有超过40个国家的国民，因此身份识别的工作进行缓慢。
2023年7月25日，布魯塞爾的法院裁定在爆炸案後一年死亡的三人為遇難者，遇難人數由32人上升至35人。其中一女子因無法醫治的創傷後壓力症安樂死，一男子死於自殺，一男子死於癌症，他的治療因在爆炸案中受傷而中斷。

## 嫌疑人

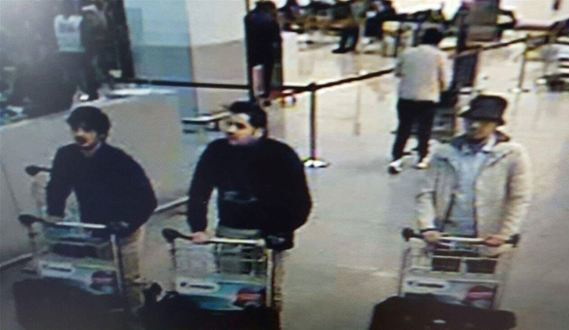
警方公布的嫌疑人画面，左一为拉奇拉烏伊，左二为易卜拉欣·埃爾－巴克拉伊，此二人在自杀袭击中身亡；另一位嫌疑人穆罕默德·阿布里尼承认自己是画面右侧戴帽子的男子

警方共确认有至少五名嫌疑人参与了袭击。其中三人参与了机场的袭击，两人参与了地铁站的袭击。袭击者中有三名身份已确定，且在袭击中身亡；另有二人身份不明，其中一人在逃，一人状况不明。
爆炸当天下午，警方根据机场监控视频确定了三名嫌疑人，并据此展开调查。机场监控视频中看到三人推着行李前行，其中便可能装有炸弹。两人左手戴黑色手套，其中可能藏有炸弹引爆装置。调查显示三人乘出租车前往机场，出租车司机向警方表示三人曾拒绝自己帮忙提行李。次日，警方确定全部三起爆炸案中的两个自杀性袭击者的身份为1989年出生的哈立德·埃爾－巴克拉伊（Khalid el-Bakraoui）和1986年出生的易卜拉欣·埃爾－巴克拉伊（Ibrahim el-Bakraoui）兄弟。二人都出生在比利时。机场监控画面中间者是易卜拉欣，他在机场实施了自杀袭击；而警方通过DNA检测证实证实哈立德在马尔河站引爆了身上的炸弹。哈立德此前已有前科，但此次是警方首次将这兄弟二人与恐怖主义活动联系起来。爆炸后数小时，警方根据出租车司机提供的线索搜查了哈立德以假名租住的公寓，在房间内发现了伊斯兰国旗帜、突击步枪、雷管和15公斤的TATP炸药等炸弹制备材料，以及2015年巴黎袭击案主要嫌疑人萨拉赫·阿卜杜勒-萨拉姆的指纹，怀疑这二人与巴黎恐袭亦有关联。土耳其当局在24日称曾于2015年6月在土耳其与叙利亚边境附近抓到易卜拉欣，怀疑他可能是前往叙利亚的伊斯兰国外国武装者。并将他遣返回荷兰，同时向比荷两国报告了这一情报。但当时比利时当局未能发现他与恐怖主义势力之间的联系，因此荷兰当局将他释放。
当地媒体报道机场监控录像中显示的一名嫌疑人身份为1991年出生的纳吉姆·拉奇拉烏伊（Najim Laachraoui）。拉奇拉烏伊出生于摩洛哥，在比利时长大。警方认为机场发现的未爆炸的第三枚炸弹，也是三枚炸弹中威力最强的一枚，便是这一名嫌疑人留在现场的。警方此前已经于3月21日在巴黎恐袭案嫌疑人的房间中发现了他的DNA，还了解到他曾与阿卜杜勒-萨拉姆共同前往匈牙利，已经认定此人与巴黎恐袭相关，但一直未能成功抓获。3月23日上午，警方在比利时安德莱赫特逮捕了一名嫌疑人，但之后表示并非之前确定的第三位嫌疑人拉奇拉烏伊，认为他和其他数名嫌疑人仍然在逃。24日，警方确认拉奇拉烏伊是机场的第二名自杀袭击者，已在袭击中身亡。警方还认为他还在这一系列爆炸案负责制作炸弹的工作，同时在巴黎袭击案中也扮演了重要角色。
24日，警方确认地铁站的爆炸案中还有一名嫌疑人，并展开了追捕。但其具体身份和状况均未知晓。而机场监控视频中的另一人身份不明，仍然在逃。在追捕行动中，警方逮捕了6名可能与案件相关的人员。25日，比利时当局对前一日逮捕的费萨尔·C（Faycal C.）提出指控，称其涉嫌“参与恐怖主义活动”以及“恐怖主义谋杀未遂”。警方称在其家中未搜获武器或炸药，但没有透露更多细节。有媒体报道称其姓名为费萨尔·谢富（Faycal Cheffou），认为他是机场监控视频中出现的第三位嫌疑人。但警方在3月29日因证据不足而将其释放。德国警方也逮捕了可能与此案相关的一名摩洛哥人，意大利警方在26日亦逮捕了一名可能与布鲁塞尔和巴黎两次袭击有关的阿尔及利亚人。4月8日，比利时警方在布鲁塞尔附近逮捕了一名巴黎恐袭案的关键嫌疑人穆罕默德·阿布里尼（Mohamed Abrini），阿布里尼随后在10日承认自己就是机场监控视频中出现的第三名嫌疑人。

## 后续

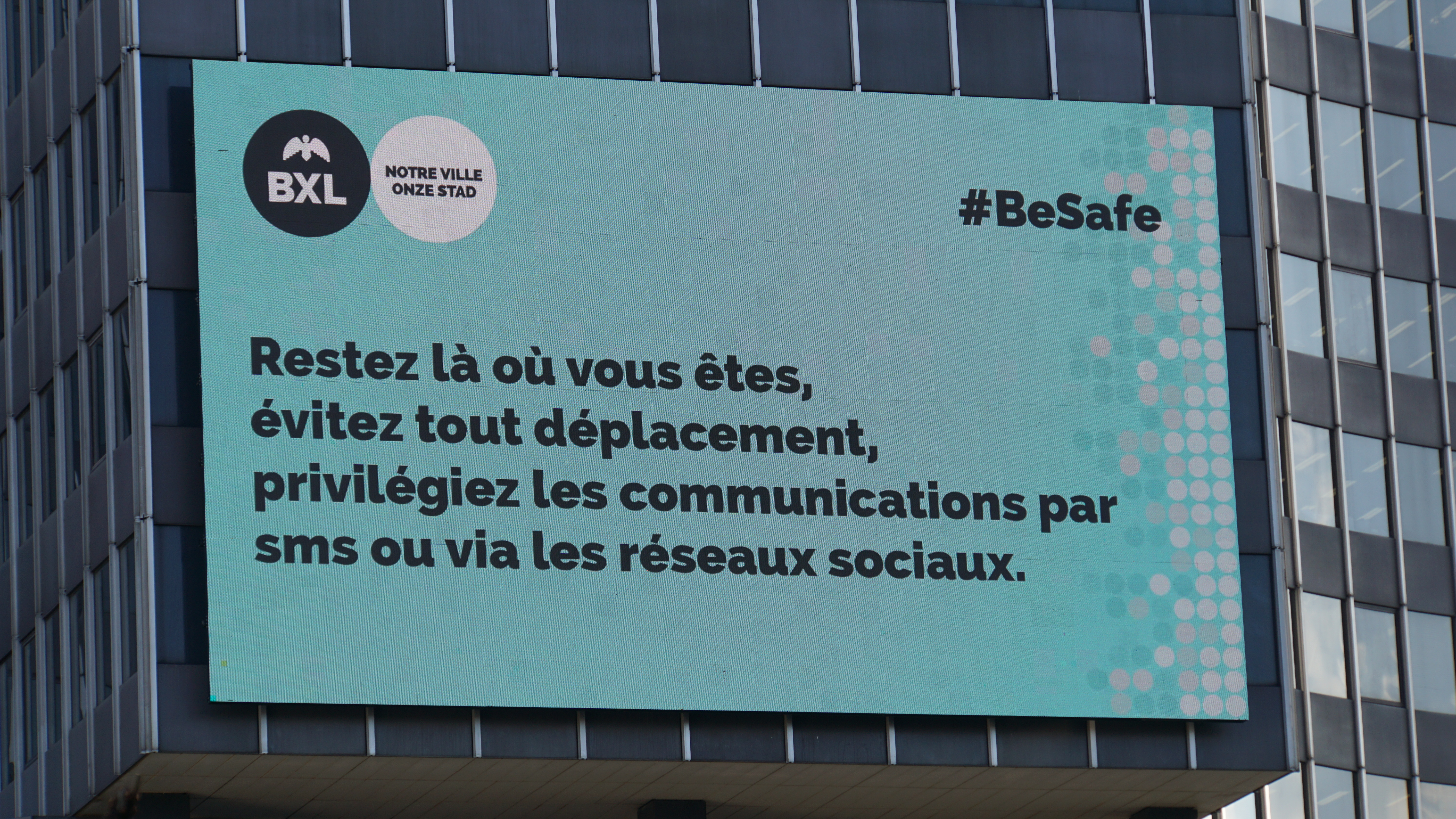
爆炸发生后，布鲁塞尔市内广告牌告诫民众“留在原地，避免走动，优先使用短信和社交网络联系”（原文为法语）

机场袭击事件发生后，当局临时封闭了整座布鲁塞尔机场的空中交通，并疏散了机场内旅客。比利时政府将国内的警戒级别提高至最高。地铁站遭袭击后，包括布鲁塞尔地铁、有轨电车以及公共汽车在内的整个公交系统暂停运营，博物馆和大型商场也全部关闭，直至24日开始逐步恢复。政府呼吁市民留在家中，避免出门。地铁站附近的欧盟各部门总部进入封锁状态，所有会议取消。布鲁塞尔市内的布鲁塞尔南站、布鲁塞尔北站和布鲁塞尔中央车站全部疏散人员暂停运营；南站和北站在下午4时重新开放。欧洲之星暂停了布鲁塞尔南站的所有列车服务；巴黎北站与布鲁塞尔之间的国际列车也全部取消，法国同时也取消了巴黎北站和伦敦之间的列车并封闭了法比两国之间的所有地面交通，巴黎北站也短暂关闭。比利时境内的两座核电站中的非关键工作人员被疏散。比利时警方在爆炸后搜查了可能的嫌疑人住所，在爆炸现场附近排查并引爆了可疑的包裹。

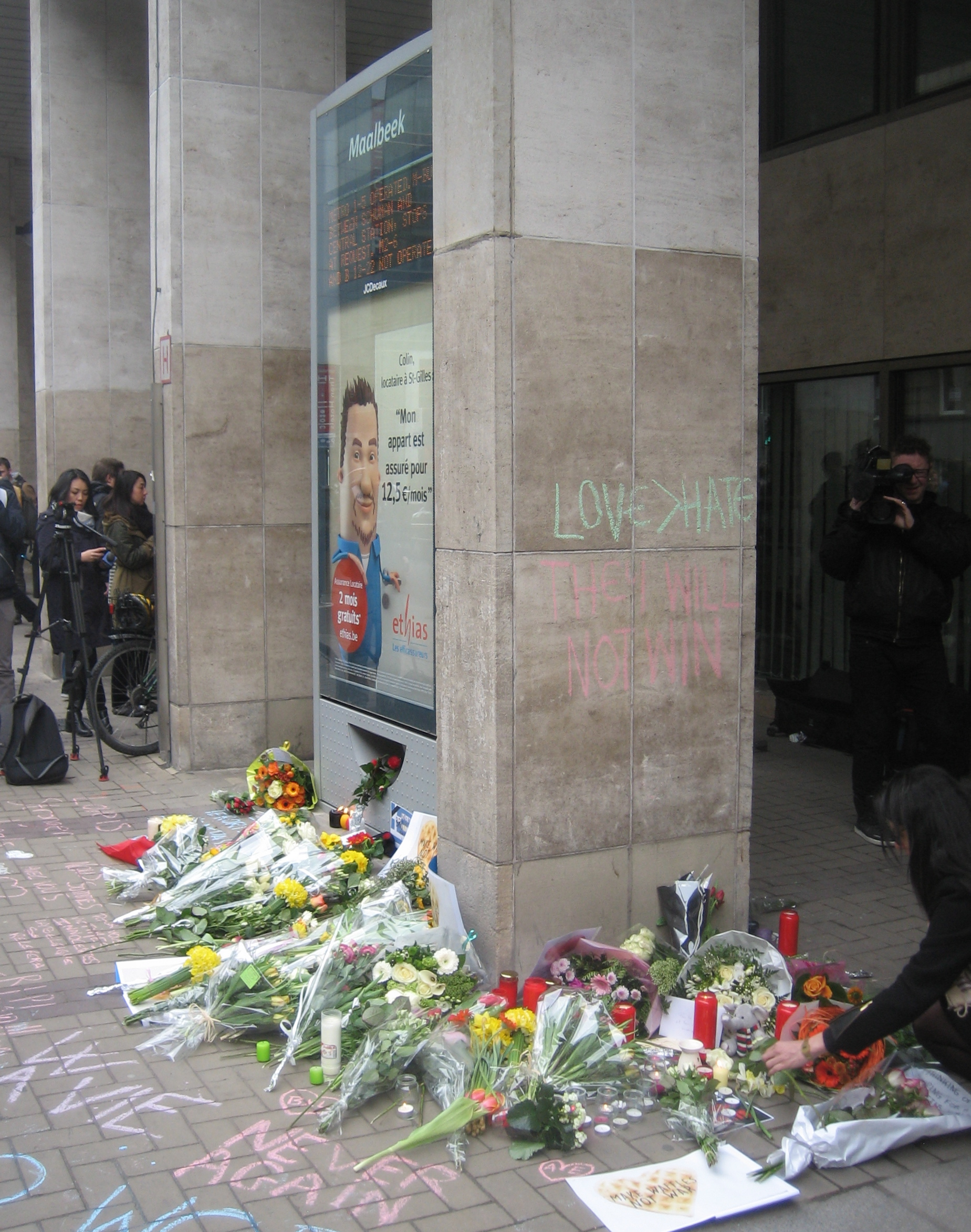
3月24日，人们在马尔河站入口献花悼念逝者，并留言“爱>恨”“逝者安息”“悲剧不再重演”“他们不会胜利”等字样

袭击事件发生后，英国首相大卫·卡梅伦召集英国内阁办公室简报室召开会议商讨对策，法国总统弗朗索瓦·奥朗德也紧急会见政府部长。英国、希思罗机场，法国巴黎夏尔·戴高乐机场、巴黎-奥利机场和巴黎北站等多个欧洲重要交通枢纽都增加了额外的安保措施。欧洲、美国和亚洲的主要城市也加强了安保力量。比利时邻国法国和荷兰都加强了边境的警力和边境管制。以色列宣布暂时禁止所有欧洲起飞的航班进入以色列，从以色列国内出发飞往欧洲的航班则不受影响。这项禁令将持续至以色列时间（UTC+2）当天午夜。
爆炸发生后有伊斯兰国支持者在社交媒体上对袭击表示支持。随后伊斯兰国正式宣布对连环爆炸案负责。

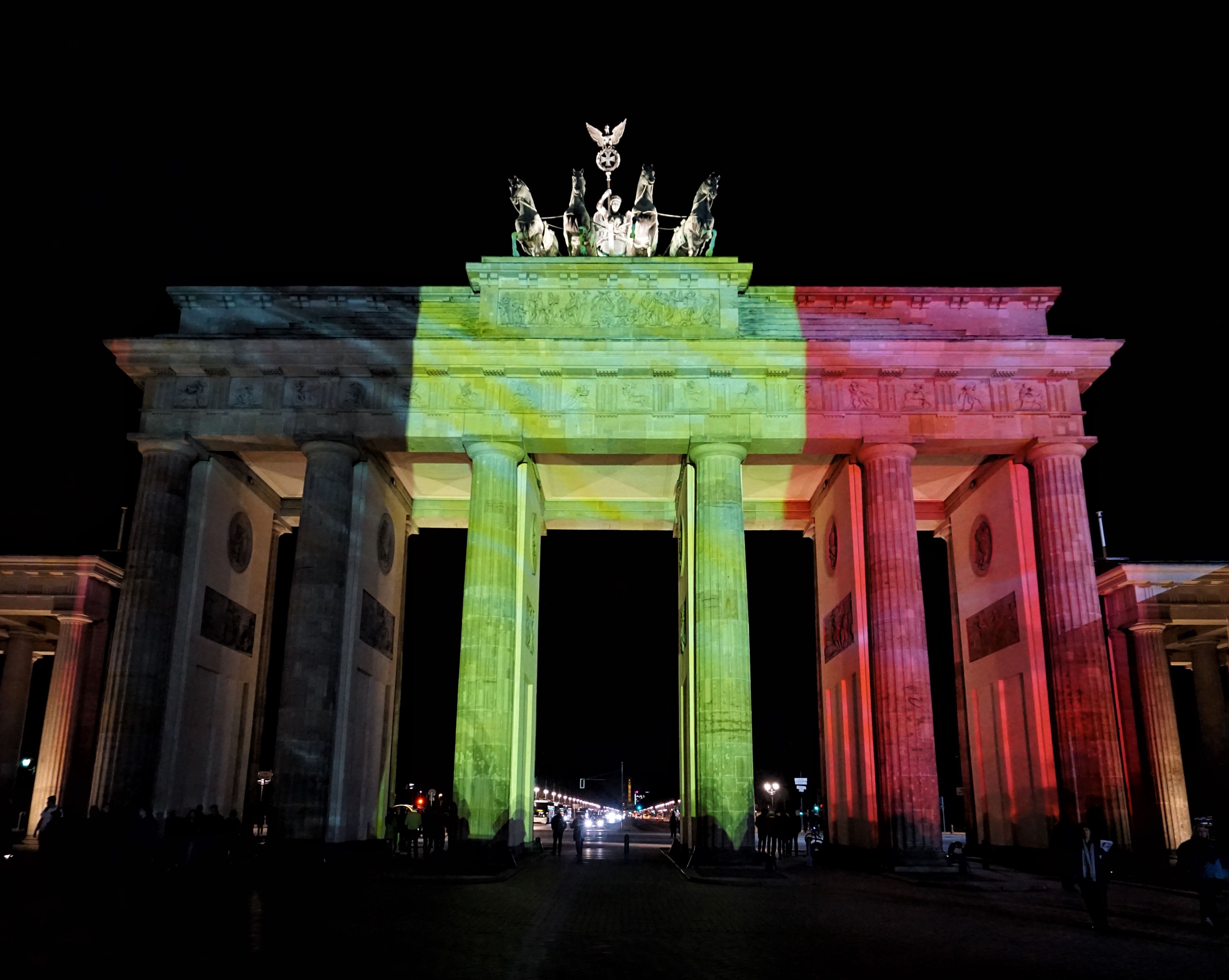
勃兰登堡门以比利時國旗的顏色照亮

事发后，比利时首相夏尔·米歇尔谴责了袭击，呼吁民众保持冷静，并取消了原定访问中国的计划。比利时全国展开为期三天的国家哀悼，民众自发展开悼念祈福的活动，全球社交网络上发起了声援比利时的活动。英国、法国、荷兰、俄罗斯、美国和欧盟等全球多个国家及国际组织的领导人及主要政治人物也对袭击表示谴责、震惊和关切，对伤亡民众表示慰问。美国总统贝拉克·奥巴马还提出愿支援比利时打击恐怖主义。遭袭地铁站旁的欧盟委员会总部降半旗致哀，而世界各地的主要建筑物包括柏林勃兰登堡门、杜拜哈里发塔、巴黎埃菲尔铁塔、伦敦国家美术馆、罗马特雷維噴泉、纽约世界貿易中心一號大樓等均打亮比利时国旗的顏色以示对该国的支持，英国唐宁街10号首相府邸则升起比利时国旗。主张限制移民的2016年美国总统选举候选人唐纳德·川普和主张英国脱离欧盟的英国独立党都批评比利时政府和警方对安全的掌控不足，指责比利时政府的边境管制政策过于宽松，认为这种政策威胁了国家安全。川普指出应当加强边境管制，英国独立党则借此表示欧盟境内宽松的边境管制不利于国家的安全。比利时内政部长扬·让邦和司法部长库恩·亨斯在爆炸后双双提出引咎辞职，但未获得首相夏尔·米歇尔的同意。
3月27日，原计划在布鲁塞尔举行的反恐游行因安全原因临时取消，有民众自发组织了悼念活动。悼念现场爆发了游行冲突，数百名反移民的極右翼示威人群与举办悼念活动的左翼支持者在悼念现场对峙，双方互相高呼口号气氛紧张，但未发生肢体冲突。示威人群中有新纳粹主义支持者在现场行纳粹举手礼，亦有足球流氓参与示威行动，防暴警察随即介入，以高压水枪驱散了示威人群。这是爆炸案发后首次出现右翼人士与左翼人士的大规模冲突。
此次袭击之前的3月19日，伊斯兰国在土耳其伊斯坦布尔制造爆炸袭击，西方媒体对其报道则明显少于此次袭击。这一差别在网络上引发讨论，许多民众对这一鲜明对比表示不满，甚至认为西方媒体对不同地方发生的恐怖袭击持有“双重标准”。同时亦有分析认为这是由于不同语言文化圈差异所致。